# 週六好戲勢
《好戲勢》是香港電視娛樂ViuTV逢星期六晚上播映的電影時段，2019年2月23日至2022年1月15日於20:30播映，2022年1月22日至2025年5月10日於21:30播映，2025年5月17日開始恢復逢星期六20:30播映，播畢時間依電影片長而定。
香港其他免費電視台的同時段電影節目有港台電視31的《周末大電影》、J2的《星期日開片》及HOY TV的《SUNDAY 開戲》。

## 節目名稱
本系列原名《金像好戲勢》，以播映多套曾獲金像獎的精選電影為內容，是第38屆香港電影金像獎頒獎典禮的前奏節目。頒獎禮完畢後，ViuTV繼續安排本系列於固定時段播映同類電影。
2019年5月，本系列易名為《好戲勢》；同年8月起，其名用字改寫作《好戲勢》。
由2025年1月11日起，電影時段由道地贊助，易名《道地星期六影院》。
曾冠名贊助本系列的贊助商先後包括「信諾」、「大金冷氣」、「Hoegaarden小麥啤酒」、「亞洲聯合財務 YES UA」以及「馬百良日本破壁靈芝孢子」，而此等冠名不會被附加於後續重播的任何電影畫面中。
2021年3月28日至5月30日期間，因應ViuTV啟播五周年，在此期間將逢星期日下午以《ViuTV 5周年影院》名義重播10套曾於《好戲勢》時段播出的電影。
2021年11月14日開始，ViuTV新增逢星期日凌晨（星期六深夜）固定重播電影時段。
2023年6月24日開始，《週六好戲勢》時段內重播的電影《高海拔之戀II》在電子節目表並未有冠名「週六好戲勢」，但預告片、社交媒體宣傳材料及下一個節目預告提示皆仍然有冠名。